# Peter Pan und die Piraten
Peter Pan und die Piraten (Originaltitel: Peter Pan and the Pirates) ist eine US-amerikanische Zeichentrickserie des Senders Fox, teilweise kooperiert mit dem japanischen Studio TMS, aus dem Jahr 1990. Sie basiert auf der Novelle des schottischen Schriftstellers J. M. Barrie, dem Schöpfer der Figur Peter Pan. Die deutsche Bearbeitung fand im Studio Hamburg statt und erstmals wurde die Serie am 1. November 1992 im deutschen Fernsehen auf Sat.1 gesendet. Eine weitere Ausstrahlung folgte, zusammen mit vielen anderen Cartoons, in der Sendung Bim Bam Bino, vom 3. April 1995 bis 30. Juni 1995 auf Kabel eins, sowie bei Trick 7, sonntags Morgen vom 29. Oktober 1995 bis 26. Januar 1997 auf ProSieben.
Die Produzenten haben bewusst den Titel Fox’s Peter Pan & the Pirates ausgesucht, um zu betonen, dass dies eine neue und selbstständige Serie ist und komplette Unabhängigkeit von der anderen amerikanischen und bekanntesten Version des Peter Pan aus den Walt Disney Studios hat und somit jeweilige Missverständnisse vermeiden zu können.

## Handlung
Die Serie Peter Pan & die Piraten erzählt auf eine neue Weise von den vielen Abenteuern des Peter Pan, dem Jungen der nie erwachsen wird. Es werden viele andere Ereignisse gezeigt, nicht die bekannten aus dem Buch oder anderen Peter Pan Versionen, sondern neu kreierte von den Produzenten dieser Serie. Eine größere Rolle bekommen hier der Erzfeind Käpt’n Hook und, wie bereits der Titel hinweist, auch die Piratenbande. Wie der typisch amerikanische Stil werden die Folgen lose gezeigt und sind unabhängig voneinander, es gibt keine Chronologie.

## Figuren

### Protagonisten
- Peter Pan – die Hauptfigur der Serie und Anführer der Gruppe, die, zusammen mit ihm, aus zehn Kindern und einer Fee besteht. Er hat dunkelbraune Haare und trägt sie gebunden als Pferdeschwanz. Seine Kleidung ist komplett in braun. Meistens ist er fröhlich und sehr verspielt. Praktisch alles ist für ihn ein Spiel, nie würde er ein Gefecht mit seinem Erzfeind Hook versäumen. Oft handelt er ziemlich naiv und sieht seine Fehler und die schlimmen Folgen davon gar nicht. Er kann nicht lesen, vergisst praktisch jedes einzelne Ereignis sehr schnell, wobei er betont, dass ihn nur die Abenteuer interessieren, die ihm und den anderen bevorstehen, die vergangenen sind nicht länger bedeutend, die lässt er hinter sich. Zudem ist er unberechenbar und ändert häufig seine Laune und Interessen. Seine besondere Gabe, außer Fliegen, ist das Imitieren von Stimmen, wobei er regelmäßig die von Hook nachahmt. Trotz seines Leichtsinns, schafft er es immer sich aus den schwierigsten Situationen zu befreien und als Sieger hervorzugehen. Hin und wieder mag er ein wenig selbstsüchtig sein, doch ein richtiger Egoist ist er nicht. Er erkennt die Gefahr und sorgt sich um seine Freunde.

- Tinker Bell ‘Tink’ – eine kleine Fee mit feuerroten Haaren. Sie ist Peters ständige Begleiterin. Oft wird sie, oder eher ihr Feenstaub, gebraucht um die Situation zu retten. Sie ist regelmäßig aktiv auf der kleinen Montagsinsel, wo viele andere magische Geschöpfe, wie Elfen, Zwerge und Trolle, ihre Zeit verbringen. Zudem verfügt sie über breiteres Wissen als Peter und seine Freunde, mit dem sie die anderen berät und ebenfalls somit für ein gutes Ende sorgt. Sie hat ein besonderes Interesse für Peter und hätte ihn am liebsten ganz für sich allein, weshalb sie öfters auf Wendy eifersüchtig wird. Dennoch verkörpert sie zweifellos das Gute und würde niemals zulassen, das weder Wendy noch sonst jemandem etwas zustößt.

- Wendy Darling – das einzige Mädchen der Gruppe (Menschen) und die älteste der Darlingkinder, ihre jüngeren Brüder sind John und Michael. Sie hat kurze schwarze Haare, trägt ein pinkes Kleid und einen weißen Blumenkranz. Sie ist wie eine Mutter für die Jungs und erzählt ihnen Gutenachtgeschichten. Sehr fürsorglich und pflegevoll sorgt sie für Ordnung im unterirdischen Haus. Meist steht sie Peter näher als die anderen Kinder.

- John Darling – das mittlere Kind der Familie Darling. Er hat haselnussblonde Haare und trägt einen braunen Filzhut. Er ist intelligent, verbringt von allen andern die meiste Zeit mit Büchern und ist oft aktiv. Er teilt sich das Bett mit den verlorenen Jungs und kämpft auf dieselbe Art wie diese gegen die Piraten. Nicht einmal benutzt er mehr seinen Verstand und hält sich von den Gefahren fern.

- Michael Darling – das jüngste der Darlingkinder, der kleine Bruder von Wendy und John. Er hat lockige hellbraune Haare und trägt einen hellblauen bis azurfarbenen Overall. Als das Nesthäkchen müssen Peter, Wendy und die anderen oft mehr Rücksicht auf ihn nehmen. Trotzdem mag er es nicht passiv zu sein und nichts zu tun. Genau wie seine älteren Freunde ist es für ihn sehr wichtig, (aktiv) an Peters Abenteuern teilzunehmen. Er besitzt sein eigenes Bett, bestehend aus einem Körbchen in seiner Größe.

- Die verlorenen Jungs – eine Gruppe bestehend aus sechs verwaisten Jungs, die mit Peter Pan verbündet sind. Sie erinnern sich nur an ihr Leben in Nimmerland und tragen alle Mützen, die einst die Köpfe wilder Tiere waren und nur in seltenen Spezialfällen abgenommen werden.
  - Nibs – der älteste der verlorenen Jungs. Er hat goldblonde Haare und trägt eine Mütze eines Braunbären. Er ist Peters Stellvertreter (englisch second-in-command), wodurch er nach diesem das Kommando hat und der Anführer der verlorenen Jungs ist. Da er das größte Verantwortungsbewusstsein hat, eignet auch er sich am besten für diese Rolle.
  - Slightly – der größte und zweitälteste von den verlorenen Jungs. Er hat blasse Haut, honigblonde Haare und trägt eine große Kappe in Form eines Papageienkopfes. Er wünscht sich Peters Stellvertreter zu sein, wofür er sich jedoch überhaupt nicht eignet. Oft ist er naiv und ein wenig tollpatschig, wodurch es meistens zu Schwierigkeiten kommt. Trotzdem ist er sehr wichtig für seine Freunde, wenn er Hilfe braucht, sind sie für ihn da. Peter und die anderen sind seine Familie.
  - Curly – ein verlorener Junge mit Tigermütze, vom Alter her der mittlere (Nibs und Slightly sind älter und die Zwillinge und Tootles sind jünger). Er hat leicht bräunliche Haut und karamellbraune Haare. Er hat gerne Spaß und ist öfters leichtgläubig. Es ist ihm aber wichtig zu zeigen, dass er selbstständig und mutig ist.
  - Die Zwillinge – zwei sehr unterschiedliche Jungs: Einer ist größer, dunkelhäutig und hat schwarze lockige Haare. Der andere ist ungefähr einen Kopf kleiner, hellhäutig, mit roten glatten Haaren. Beide tragen Leopardmützen. Die zwei sind nie voneinander getrennt und tun praktisch alles zusammen. Sie sind begabte Mechaniker und Erfinder, die ganzen Maschinen und andere Geräte, die Peter und die anderen benutzen stammen von den Zwillingen.
  - Tootles – der jüngste der verlorenen Jungs. Er ist klein und pummelig, trägt eine große Pandamütze und hat einen schwarzen Fleck um sein linkes Auge herum, um dieses Tier deutlicher zu betonen. Hin und wieder ist er ein wenig tollpatschig und etwas langsam, wodurch die anderen ihn nicht immer gerne dabei haben. Meistens ist er aber aktiv und in der Lage sich auch in den schwierigsten Situationen anzupassen und durchzusetzen.

### Antagonisten
- Käpt’n James Hook – der Hauptantagonist und Erzfeind Peters. Er ist der Kopf der Piratenbande. Er ist sehr groß und kräftig, trägt eine lockenförmige weiße Perücke, ihm fehlt die rechte Hand, stattdessen hat er einen eisernen scharfen Haken. Sein wichtigstes Ziel ist Peter Pan zu beseitigen, denn nur so kann er seiner Meinung nach glücklich werden, den Hauptzweck seines Lebens erfüllen und in der Lage sein, andere Wünsche und Träume zu verwirklichen.

- Smee – der Bootsmann auf der Jolly Roger, irischer Herkunft. Er ist ziemlich klein, doch schlank, hat ovalformige blassblaue Augen graue Haare und einen deutlichen Bart. Von der restlichen Crew steht er Hook am nächsten. Sein besonderes Merkmal ist Tollpatschigkeit, vom Käpt’n wird er immer als riesiger Dummkopf bezeichnet, was er selber als Kompliment entgegennimmt. Als Waffe hat er ein krummes Schwert, namens Johnny Korkenzieher.

- Die restlichen Piraten:
  - Robert Mullins – ein sehr begabter Pirat. Er ist gut im Schwertkämpfen und ein idealer Anführer. Er ist mittelgroß und muskulös und hat eine Narbe am linken Auge. Seine Zeit verbringt er lieber auf dem „wackeligen“ Schiff als auf dem Land, denn anders als bei seekranken wird ihm schwindelig und übel bei festem Boden unter den Füßen. Dies ist leider eine sehr große Schwäche, was ihn als Anführer disqualifiziert.
  - Billy Jukes – ein dunkelhäutiger Pirat und der jüngste der Crew. Er ist verantwortlich für die Kanonen, weshalb er sich nie weit entfernt von der Kanone Long Tom aufhält und außerdem ein begabter Mechaniker und Erfinder, wodurch es nicht einmal zwischen ihm und den Zwillingen zu Konflikten kommt.
  - Ignatious Starkey – ein vornehmer Gentleman. Als Kampfstil bevorzugt er das Fechten.
  - Alf Mason – der Schreiner auf dem Schiff. Er ist groß und sehr muskulös.
  - Cookson – der Koch auf der Jolly Roger. Er ist ziemlich klein, glatzköpfig und fett.

### Weitere Figuren
- Das Krokodil – ein riesiges Reptil (im originalen) weiblichen Geschlechts, das in einer düsteren Höhle in Nimmerland sein Zuhause hat. Wie in Barries Novelle hat sie bereits Hooks rechte Hand gefressen und bei der Jagd nach ihrer Beute ist besonders dieser ihr Opfer an erster Stelle. In ihr befindet sich eine Uhr, die die ganze Zeit tickt und somit den anderen Wesen ihre Anwesenheit verrät.

- Die Indianer – ein Stamm der Rothäute, die sich in Nimmerland ihr Dorf errichtet haben.
  - Riesengroßer Kleiner Panther (eng. Great Big Little Panther) – der Häuptling der Indianer. Er ist sehr groß und trägt ein Fell eines Panthers. Oft gibt er Peter und den anderen wichtige Hinweise und Ratschläge.
  - Tigerlily – die Tochter des Häuptlings. Regelmäßig ist sie bei Peters Abenteuern dabei.
  - Schwer-zu-Treffen (eng. Hard-to-Hit)  – der Sohn des Häuptlings und Bruder von Tigerlily. Er ist sehr aktiv und kann gut mit Indianerwaffen umgehen.

- Die Nixen – eine Gruppe aus jungen Frauen, die halb Mensch sind und halb Fisch. Ihr Zuhause liegt in der Meerjungfrauenlagune, wo niemand willkommen ist, mit Ausnahme Peter. Sie sind sehr eitel, sammeln gerne Gegenstände vom Festland und der Oberfläche und spielen den Menschen öfters Streiche.
  - Schrumpf-Flosse – eine Meerjungfrau mit blassgrüner Haut, krummem Schwanz und einem Schnurrbart. Einst war sie eine Schönheit, bis sie bei einem Experiment entstellt wurde. Sie besitzt einen Unter-Wasser-Wagen, der von zwei großen Seepferden gezogen wird. Anders als bei den anderen Nixen ist sie nicht nur Peter freundlich gegenüber, sondern auch seinen Freunden.

## Synchronisation
| Rollenname                             | Originalsprecher  | Deutscher Sprecher                |
| -------------------------------------- | ----------------- | --------------------------------- |
| Peter Pan                              | Jason Marsden     | Jens Wawrczeck                    |
| Tinker Bell „Tink“                     | Debi Derryberry   | Reinhilt Schneider                |
| Wendy Darling                          | Christina Lange   | Simone Seidenberg                 |
| John Darling                           | Jack Lynch        | Christian Stark                   |
| Michael Darling                        | Whit Hertford     | Elke Aberle                       |
| Slightly                               | Scott Menville    | Mark Seidenberg                   |
| Nibs                                   | Adam Carl         | Frank Schröder                    |
| Curly                                  | Josh Keaton       | Till Demtröder                    |
| Der große Zwilling                     | Aaron Lohr        | Christian Stark                   |
| Der kleine Zwilling                    | Michael Bacall    | Ute Hagens                        |
| Tootles                                | Chris M. Allport  | Marco Kröger                      |
| Kapitän James Hook jüngerer James Hook | Tim Curry         | Franz-Josef Steffens Marco Kröger |
| Smee                                   | Ed Gilbert        | Günter Lüdke                      |
| Robert Mullins                         | Jack Angel        | Konrad Halver                     |
| Ignatious Starkey                      | David Shaughnessy | 1. Jörg Gillner 2. Helgo Liebig   |
| Alf Mason                              | Tony Jay          | Hartmut Kollakowsky               |
| Billy Jukes                            | Eugene Williams   | Konstantin Graudus                |
| Cookson                                | Jack Angel        | Helgo Liebig                      |
| Short Tom                              |                   | Konrad Halver                     |
| Riesengroßer Kleiner Panther           | Michael Wise      | Helgo Liebig                      |
| Tigerlily                              | Cree Summer       | Katja Seka                        |
| Schwer-zu-Treffen                      | Aaron Lohr        | 2.Marco Kröger                    |
| Schrumpf-Flosse                        | Linda Gary        | Monika Barth                      |

## Auszeichnungen
- 1991 – Daytime Emmy Award für Tim Curry (Originalsynchro des Captain James Hook)
- 1992 – Nominierung für den Young Artist Award für Jason Marsden und Chris M. Allport
- 1993 – Young Artist Award für Chris M. Allport

## Episoden
Diese Episodenliste richtet sich nach der (originalen) amerikanischen Produktions- und Sendereihenfolge
01.	Die Rache des Eiskönigs (Originaltitel: Coldest cut of all) 

Vor einiger Zeit hat Peter dem mächtigen Eiskönig Kyros ein wertvolles Juwel stibitzt und ist ungebeten in seine Höhlen einmarschiert. Nun kommt es zu einem Wiedersehen und der König ist bereit, Peter eine Lektion zu erteilen, damit dieser seinen großen Fehler einsieht und sich von den Eishöhlen verabschiedet. Dies fällt jedoch nicht leicht, denn der sture Pan hat seine eigene Meinung und findet, dass Kyros der Bösewicht ist und die Unschuldigen mit einzieht. Der einzige, von dem Peter da noch die Wahrheit erfahren kann, ist er selbst …
02.	Das Buch der lebenden Bilder (Living Pictures) 

Die Jungs sind immer wieder begeistert von Wendys Geschichten, die sie erzählt und vorgelesen bekommen. Peter dagegen findet es langweilig, sie nur zu hören, viel lieber würde er sie erleben. Tinkerbell kann ihm diesen Wunsch erfüllen und das vorgelesene aus dem Buch in die Wirklichkeit holen, wobei sie Käpt’n Hook erscheinen lässt und dieser von Peter fertig gemacht wird. Am gleichen Abend entwirft Hook eine neue Geschichte und lässt sie schon bald in Peters Hände fallen. Mit Entsetzen müssen alle feststellen, dass die Seiten völlig anders sind, als der Umschlag und Peter dort nicht mehr länger der überlegene ist.
03.	Der Fluss der Nacht (River of Night) 

Mitten in der Nacht ziehen die beiden Kinder des Häuptlings, Tigerlily und Schwer-zu-Treffen, los um eine verlassene Stadt zu finden. Begleitet werden sie dabei von Peter und Tink und verfolgt von Hook und den Piraten.
04.	Der Junge aus Stein (Slightly in Stone) 

Tink hat sich ein Fläschchen mit einem magischen Pulver besorgt, was ihr jedoch viel zu schwer ist, um es zu tragen. In derselben Zeit veranstalten die Jungs einen Wettflug, wo sie nicht besonders vorsichtig sind. Bald darauf kommt es zu einem großen Zusammenstoß, wobei das Fläschchen zerbricht und sein Inhalt mit Slightly in Berührung kommt.
05.	Das Geisterschiff (The Rake) 

In einer düsteren Höhle finden Peter und die Darlings eine alte Schatztruhe. Da Pans Neugier zu stark ist, öffnet er sie und muss sofort feststellen, dass sich noch etwas anderes in ihr befindet, außer Gold und Diamanten. Käpt’n Hook scheint darüber mehr zu wissen, erklärt sich deshalb zum rechtmäßigen Besitzer und nimmt die Truhe, ohne vom in ihr verborgenen Fluch zu ahnen, mit auf die Jolly Roger.
06.	Peter Pan vor Gericht (Peter on Trial) 

An Bord der Jolly Roger gönnt sich Peter den Spaß auf Hooks Harmonium zu spielen. Vom Käpt’n wird das jedoch sehr ernst genommen und er verklagt Peter, ihm sein geliebtes Instrument zerstört zu haben.
07.	Sturmzauber (Wind and the Panther) 

Hook gelingt es, dem Indianerhäuptling ein magisches Pulver, das das Wetter ändern und beherrschen kann, zu stehlen. Auf diese Weise will er die Macht über ganz Nimmerland erlangen. Er schafft es, einen heftigen Sturm zu erzeugen, was jedoch schnell außer Kontrolle gerät und alles anfängt verrückt zu spielen. Der Schamane muss einen guten Freund herbeirufen, der Peter und den Darlings helfen soll, die gestohlene Beute zurückzuholen …
08.	Auf Schatzsuche (Treasure Hunt) 

Peter ärgert die Piraten und sorgt dafür, dass Hook sich furchtbar aufregt. Dieser entwirft darauf eine Schatzkarte und lässt sie direkt in Peters Hände fallen. Obwohl Peter weiß, dass das alles nur ein Trick ist, begibt er sich trotzdem mit den Darlingkindern in diese Richtung und wie erwartet, treffen sie auf Hook und die Piraten, wobei es zu einem großen Gefecht kommt.
09.	Käpt’n Hook, der Vogelfreund (The Plucking of Short Tom) 

Short Tom, der Papagei Hooks, fühlt sich nicht wohl und flieht vom Schiff. In derselben Zeit kommt es zu einem Streit zwischen Peter und Tink, weshalb die Fee beleidigt das unterirdische Haus verlässt. Bald begegnet sie dem Papageien, übersteht mit ihm ein schweres Hindernis und zwischen den beiden entsteht eine Freundschaft. Der Käpt’n ist davon alles andere als begeistert und ist bereit seinen kleinen Vogel um jeden Preis zurückzuholen.
10.	Der Traum (The Dream) 

Wieder hat Michael seinen schrecklichen Traum, wie schon früher (Folge Auf Schatzsuche). Um endlich den Grund dafür herauszufinden, bekommt er Unterstützung vom Indianerhäuptling, der diese Ereignisse Wirklichkeit werden lässt und Michael sich letztendlich, bewusst und mit Einfluss auf das Handeln, seinen Ängsten stellen kann. Leider können sich Hook und die Piraten mit einmischen und Peter und die Darlings gefangen nehmen. Dank der Hilfe der Indianerkinder gelingt es Tinkerbell ihre Freunde zu befreien. Schließlich ist Michael ungestört, begegnet den Gestalten aus seinem Traum und kann feststellen, dass sie in Wahrheit harmlos sind und sich leicht zähmen lassen.
11.	Käpt’n Hooks Untergang (Demise of Hook) 

Peter und die anderen stehlen die Flagge der Jolly Roger. Hook will sie alle abfeuern und ladet eine riesige Menge in die Kanone, so dass es für diese zu viel wird und der Schuss nach hinten losgeht, wobei das alles den Käpt’n erwischt …
12.	Piratenjungen und verlorene Männer (Pirate Boys, Lost Men) 

Mitten in der Nacht sind die verlorenen Jungs auf Bärenjagd, während die Piraten einen magischen Kristall stehlen sollen. Beide diese Zielobjekte sind die Hauptattraktion einer Zeremonie und befinden sich an derselben Stelle, weshalb es nicht auszuschließen ist, sich gegenseitig über den Weg zu laufen …
13.	Das verlorene Lachen (After the Laughter) 

Die Meerjungfrauen trennen Wendy von ihrem Lachen, welches darauf von einem Wassergeist geraubt wird. Die Zwillinge kennen einen Weg, wie sie die Verfolgung des Geistes unter Wasser aufnehmen können. Peter und die Darlings machen das am nächsten Morgen, um Wendy zu retten. Die Piraten bemerken das und folgen den Kindern. Am Zielort angekommen, müssen alle feststellen, dass im Laufe der Zeit nicht nur das Lachen Wendys verloren ging …
14.	Ein Genie namens Smee (Stupid Smee) 

Smee behauptet, er habe Peters Versteck gefunden und holt seinen Käpt’n, um ihm das zu zeigen. Zu seinem Unglück ist Pan schlauer und schafft es, die Piraten irrezuführen. Prompt wird Smee von der Jolly Roger geworfen und ist nun sich selbst überlassen. Wendy fühlt sofort mit ihm und überzeugt Peter und die anderen einen Plan auszuhecken, wie Smee wieder bei den Piraten aufgenommen werden könnte.
15.	Käpt’n Hook spielt Shakespeare (The Play’s the thing) 

Ein Theaterstück wird aufgeführt, bei dem Hooks Crew und Peters Freunde zusammenarbeiten müssen. Für diese Zeit wird ein Waffenstillstand geschlossen. Hook selber hält sich daran, nur leider verstehen bis auf Smee, seine Piraten darunter etwas anderes.
16.	Käpt’n Hooks Mutter (Hook’s Mother’s Picture) 

Hoch oben im Himmel formt Wendy aus den Wolken ein Denkmal ihrer Mutter. Die verlorenen Jungs werden neugierig, da sie nicht wissen, was überhaupt eine Mutter ist. In der ganzen Gegend besitzt Hook als einziger ein Porträt seiner Mutter und Peter beschließt einen Ausflug auf die Jolly Roger zu wagen, um einen Blick darauf zu werfen. Trotz der dort lauernden Gefahr schließen sich die Jungs ihm an. Nach diesem Erlebnis und einer neuen Erfahrung will Peter ein Andenken mitnehmen und dieses ist nichts anderes als das von ihnen besichtigte Gemälde. Hooks Mannschaft gerät sofort in Panik, weil sie wissen, dass es unglaublich wertvoll für ihren Käpt’n ist. Um das in Ordnung zu bringen müssen sie einen Weg finden das Original zu ersetzen …
17.	Peter im Elfenland (Wee Problem) 

Eine ganz besondere Nacht, in der drei Monde scheinen, bricht heran. Bei diesem Ereignis hat Tink besondere Fähigkeiten und kann Peter zu ihren Freunden im Miniaturenreich mitnehmen.
18.	Die Ritter vom Niemalsland (Knights of Neverland)

Peter spielt mit seinen Freunden Könige und Ritter. Bald begegnet Wendy einem Wolf und erinnert sich, erst vor kurzem von ihm geträumt zu haben. Dieser wird jedoch sogleich von den Piraten entführt. Zuerst versuchen drei von den verlorenen Jungs, ihn zu befreien, scheitern jedoch augenblicklich und werden (wortwörtlich) von den Piraten aufgehängt (eher sind sie nicht vorsichtig genug und verheddern sich selber hoch oben über Deck). Wendy weiß, dass es so nicht weitergehen kann und beschließt es auf ihre Art zu machen, doch auch das ist ohne Erfolg. Schließlich begibt sich Peter selber auf die Jolly Roger und schafft es mithilfe der anderen Jungs und Tinkerbell den Spieß umzudrehen und Hook aufzuhängen und seine Freunde zu befreien. Wendy ist froh, dass der Wolf sicher ist und verabschiedet sich am folgenden Abend von ihrem neuen Freund.
19.	Die geraubten Schatten (Pirate Shadows) 

Beim Versteckspielen geht Michael verloren und wird plötzlich von einem riesigen Schatten erschreckt. Sofort denkt er, das sei einer der Piraten und hat von nun an große Angst vor ihnen. Peter möchte ihn überzeugen, dass jeder Schatten völlig harmlos ist und zieht sofort mit den anderen los und stiehlt in der Nacht allen Piraten ihre Schatten. Gleich darauf geraten Hook und die Crew ausm Gleichgewicht und können nicht mehr normal auf ihren Beinen laufen. Um sich wieder problemlos bewegen zu können, müssen die Piraten wieder mit ihren Schatten verschmelzen. Nur sind diese inzwischen selbstständig geworden und schwer zu kriegen. Leider sind sie ebenfalls nicht ganz so harmlos, wie Peter geglaubt hatte und es kommt zu einer kleinen Schlacht, bei der Michael die Chance kriegt, sich seinen Ängsten zu stellen und die Schatten von der Insel zu vertreiben. In derselben Zeit ist Billy Jukes auf eine Idee gekommen, wie alle wieder einen Schatten bekommen und auch normal laufen können, selbst wenn es nicht der richtige Schatten ist …
20.	Immertag im Niemalsland (Now Day Party) 

Wendy und die verlorenen Jungs wollen am nächsten Morgen eine Geburtstagsparty veranstalten. Peter ist jedoch dagegen, weil Geburtstage bedeuten, dass jemand älter wird und heranwächst, was in Niemalsland verboten ist. Um den Anbruch des kommenden Tages zu verhindern, holt er das Mädchen, das auf dem Mond lebt, runter zur Erde, um somit den Mond und alles andere unbewegt zu lassen, wodurch die Nacht weiter dauert und der Tag nicht anbricht. Leider macht er dadurch die Piraten aufmerksam, die schnell bemerkt haben, dass etwas nicht in Ordnung ist und an Land gehen, um die Ursache herauszufinden …
21.	Aus Spaß wird bitterer Ernst (When games become deadly) 

Billy Jukes hat eine neue Kanonenkugel entwickelt und testet sie, indem er Peter und seine Freunde angreift. Sofort wird bei den Zwillingen das Interesse erweckt, da sie am besten Bescheid wissen, wie die Geräte der Piraten funktionieren und so etwas war ihnen noch nie zuvor gelungen. Peter aber denkt überhaupt nicht nach, denn er weiß sofort, was zu tun ist. Er würde sich nie geschlagen geben, deshalb sollen die Zwillinge ebenfalls etwas entwickeln, um die Piraten genauso anzugreifen. Infolgedessen kommt es zum Wettstreit der Erfinder beider Gruppen …
22.	Der Jungbrunnen (Eternal Youth) 

Peter behauptet, er habe eine magische Quelle gefunden, die alles und jeden verjüngen kann. Da Hook und die Piraten ihm nicht glauben wollen, sorgt Pan dafür sie zu überzeugen und sie dies am eigenen Leib spüren zu lassen.
23.	Fliegen gilt nicht (The Footrace) 

Peter Pan und Schwer-zu-Treffen gehen jede Menge Wetten ein. Jeder hat eine Herausforderung für den anderen, was schließlich immer gefährlicher wird und die Piraten aufmerksam macht …
24.	Der Schatz der Meerjungfrauen (Nibs and the Mermaids) 

Die verlorenen Jungs genießen ihren Aufenthalt in der Meerjungfrauenlagune, bis sie plötzlich von einer von ihnen fast zu Tode erschreckt werden. Nibs findet, dass sie diesmal zu weit gegangen ist und will etwas dagegen zu tun. Er beschließt, sich tief unter Wasser zu begeben, um ihre geheimnisvollen Grotten zu sehen, was niemandem erlaubt ist. Er bittet die Zwillinge um Hilfe, ihm das mit ihrer Erfindung zu ermöglichen. Wichtig ist das vor Peter geheim zu halten, da dieser die Meerjungfrauen mag und das womöglich verhindern würde. Zuerst gelingt der Plan, nur leider gerät bald alles außer Kontrolle. Die Zwillinge sehen keinen anderen Ausweg mehr, als Peter doch noch zu verständigen.
25.	Nacht der Geister (All Hollow’s eve) 

Die Nacht der Toten, wo alle Geister auf die Erde kommen, ist da. Auf der Jolly Roger werden lauter Gruselgeschichten erzählt. Peter findet, dass es spannender ist die Geister persönlich zu treffen und veranstaltet eine unvergesslich große Show.
26.	Ein verlorener Junge (Billy Jukes, Lost Boy) 

Robert Mullins erkrankt während eines heftigen Sturmes, erkennt seine Freunde nicht mehr und flieht vom Schiff. Der einzige, der sein Leiden versteht, ist Billy Jukes. Er folgt ihm zurück auf die Insel und schafft es schließlich, für sich und Mullins eine Höhle als Unterschlupf zu finden. Bei der ganzen Panik und Verzweiflung erfährt er von einer Möglichkeit, wie er seinen Freund retten kann …
27.	Der falsche Schamane (The Phantom Shaman) 

Riesengroßer Kleiner Panther ist für eine ungewisse Zeit abwesend. Bald treffen die Kinder im Wald einen mysteriösen Häuptling, der alle vor einem schlimmen Untergang des Indianerdorfes warnt. Sofort suchen sie nach einer Lösung, wie man dies verhindern könnte. Die Kinder sind bereit jedes Risiko einzugehen und schaffen es auch immer heil herauszukommen. Käpt’n Hook ist sehr unzufrieden, weil er selber dabei mitgewirkt hatte und vor allem Pan aus dem Weg schaffen wollte. Seine Piraten gehen schließlich zu der üblichen Methode zurück und entführen Peter. Bald soll das Ende des Jungen kommen und nur einer kann ihn da noch retten …
28.	Tootles und der Drache (Tootles and the Dragon) 

Peter und die verlorenen Jungs entdecken einen riesigen Metallstab, der in einen Felsen gesteckt ist. Wie bei dem Schwert Excalibur ist es nur einer Person bestimmt, die beiden Gegenstände voneinander zu trennen. Schnell finden sie diesen Auserwählten, wobei sich herausstellt, dass es in Wahrheit etwas anderes ist, als ein Fels und ein Stab.
29.	Wie Käpt’n Hook zu seinem Haken kam (First encounter) 

John möchte wissen, wie vieles in Niemalsland begonnen hat, darunter warum die Uhr im Krokodil so bedeutend für alles ist und warum Hook und Peter sich so unendlich hassen ...
30.	Gefährliches Orakel  (Slightly duped) 

Seit langem ist es Slightlys größter Wunsch, der Anführer der verlorenen Jungs zu werden. Dank eines Streiches der Indianerkinder, schafft es Hook sich einzumischen und dies auszunutzen, so dass der naive Slightly ihm bald praktisch aus der Hand frisst und alle seine Erwartungen erfüllt. Der Plan Hooks ist erst die Freunde Peter Pans und schließlich den Jungen selbst in die Falle zu locken und somit allen ein grausames Ende zu setzen …
31.	Professor Smee (Professor Smee) 

Smee findet eine magische Muschel, die alles weiß und jede Frage beantwortet. Dies will Hook ausnutzen und damit Peters Versteck ausfindig machen. Leider weiß er dabei nicht, dass diese Muschel in Wahrheit nicht wirklich allwissend ist, sondern ihre eigenen Wünsche und Gedanken hat und nur diese mit den Piraten teilt …
32.	Ratatat, der Giftzwerg (Evicted!)  

Im unterirdischen Haus erscheint ein merkwürdiger Gnom, der behauptet, dass es ihm gehöre. Bald bringt er dort alles durcheinander und erpresst schließlich Peter und seine Freunde, ihr Zuhause zu verlassen. Niemand kann sich widersetzen und macht sich auf die Suche nach einem neuen Heim. Bis auf Peter, der weiß, dass er sich nichts von irgendeinem Gnom gefallen lässt. Leider aber ist er nicht ganz so glücklich über die große Veränderung, denn auch er kann gegen das Gefühl der Einsamkeit nicht ankommen …
33.	Das Mädchen vom Mond (The Girl who lives in the Moon) 

Ein paar Piraten greifen die Montagsinsel an, wo gerade viele Feen, Zwerge und Trolle ein Fest veranstalten. Dabei gelingt es ihnen, die gesamte Magie zu rauben, wobei vieles ausm Gleichgewicht gerät und dabei der Mond vom Himmel ins Meer stürzt. Hook nutzt diese Situation und schafft es, das Mädchen vom Mond auf seine Seite zu bekommen, wobei es für Peter unmöglich ist, diese davon zu überzeugen, dass das alles nur ein Trick ist. Unzufrieden sieht er keinen Ausweg mehr und will das einfach lassen, bis er von Tinkerbell den wahren Grund für die ganze Katastrophe erfährt.
34.	Käpt’n Hooks besinnliche Weihnacht (Hook’s Christmas) 

Auf der Insel wird Weihnachten gefeiert. Hook verabscheut dieses Fest und in der darauf folgenden Nacht sieht er sich in seinem Traum an der Stelle von Scrooge in  Dickens Weihnachtsgeschichte.
35.	Der kleine Wal (Tootles the bold) 

Tootles hat es satt immer der Pechvogel zu sein, er wünscht sich mutiger zu werden und Großes zu vollbringen. Tink ermutigt ihn, sich mehr zuzutrauen, indem sie ihm einen Talisman schenkt. Im nächsten Moment hat der Kleine kein Problem damit, sich ähnlichen Gefahren auszusetzen wie Peter und große Haie an der Rückenflosse anzufassen. Bald kommt eine Walfischfamilie zur Insel, was noch eine weitere Chance sein könnte, seinen Mut zu beweisen. Doch auch Hook hat da seine Pläne …
36.	Hut und Haken (The Hook and the Hat) 

Peter raubt Hook seinen Hut und fängt an, ihn wie seinen eigenen zu benutzen. Hook ist wütend auf seine Piratencrew, dass sie es wie üblich nicht geschafft haben, Peter aufzuhalten und verlässt bald darauf mit Smee sein Schiff. Inzwischen fängt Peter an sich aufgrund des Hutes immer mehr zu verwirren, dass er schließlich glaubt, der Käpt’n selbst zu sein. Seine verlorenen Jungs sieht er schließlich als Piraten und übernimmt die Jolly Roger und Hooks Mannschaft. Um dem ganzen Chaos ein Ende zu setzen, beschließt Wendy, den echten Hook zurückzuholen, damit dieser das Schiff und seine Mannschaft wieder zurücknehmen kann und somit Peter wieder normal wird. Leider ist dieses Kind viel hartnäckiger, als alle dachten …
37.	Peter wird erwachsen, Teil 1 (Hook’s Deadly Game / Ages of Pan, Part 1) 

Bei einem Spiel um Leben und Tod, schafft es Hook Pan einzureden, dass er ein erfüllteres Leben hinter sich hat als Peter, immerhin hat er jeden Lebensabschnitt gehabt und persönlich erlebt. Er hat seine Kindheit hinter sich gebracht, war später ein junger Mann und ist nun erwachsen. Peter dagegen hat und kennt nur einen Lebensabschnitt, die Kindheit. Nach diesen Worten ist der ewig bleibende Junge so gereizt, dass er sofort beschließt, Hook vom Gegenteil zu überzeugen, nämlich, dass auch er die ganzen Lebensabschnitte erleben kann, auf keinen Fall hat er weniger als Hook, sondern, da er Peter Pan ist, kann er alles haben, was er will und damit Hook übertreffen. Auch er kann erwachsen sein und ein erfülltes komplettes Leben haben, er braucht es sich nur zu wünschen und nun tut er genau das! … Leider verliert Peter dadurch schon gleich die Kontrolle über seine Gedanken und ist sich nicht bewusst, was mit seinem Körper geschieht und somit auch mit seiner Persönlichkeit, die sich mit dem Alter ändert. Kurz darauf erkennt er seine Freunde nicht mehr und glaubt nicht, dass Zauber und magische Geschöpfe Wirklichkeit sind. Aus diesem Grund fangen Tinkerbells Kräfte an zu schwanken, ihr Licht erlischt und sie verliert an Farbe. Je mehr Peter vergisst, darunter wer er selber ist und einmal war, umso schlimmer ergeht es der gesamten Umgebung …
38.	Peter wird erwachsen, Teil 2 (Hook’s Deadly Game / Ages of Pan, Part 2) 

Peter hat sich sehr verändert und ist nicht mehr wieder zu erkennen. Wendy weiß, dass man herausfinden muss, was genau los ist und was man dagegen tun könnte. Die Zwillinge schaffen es, mit vereinten Kräften, sich so schnell wie möglich auf den Weg zur kleinen Montagsinsel zu machen, wo sie hoffen, eine Erklärung für die ganze Katastrophe zu finden. Alle anderen werden von Hook erwischt, wobei sie leider ausplaudern, was mit Peter passiert ist, nämlich, dass er nicht mehr das allen bekannte ewige Kind ist. Natürlich will Hook das ausnutzen und den geschwächten Pan endgültig beseitigen. Schnell findet er Peter, der alle seine (magischen) Kräfte verloren hat und inzwischen gar nichts mehr weiß, denn er hat weder irgendwelche Erinnerungen an früher, noch versteht er sein „hier und jetzt“. Somit schafft es Hook problemlos, ihn auf die Jolly Roger zu verschleppen. Mit einem Gang über die Planke, wo im Meer das Krokodil auf seine Beute wartet, ist nun Pans Ende gekommen. Etwas sehr wichtiges, was der einst immer bleibende Junge noch vor seinem bevorstehenden Tod bedauert, ist, dass er nie erfahren konnte, wer er wirklich war und was für ein Leben er hatte. Darauf jedoch passiert etwas unerklärliches, denn mit Peters Sturz verschwindet die ganze Gegend und alle, er selbst, seine Freunde und die Piraten, fallen in einer unendlichen Leere. Da hört Tink von den Zwillingen, deren Ankunft auf der Montagsinsel erfolgreich war, dass sie als das magische Geschöpf, das Peter immer am nahestehen stand, als einzige den nun alten Herrn davon überzeugen kann, dass Zauber und die von ihm geschaffene Insel Niemalsland Wirklichkeit sind. Ohne irgendwelche Zauberkräfte übrig zu haben, spricht das winzige Wesen mit ihrem guten Freund Peter Pan und dem ewigen Kind, das tief in seinem Innern schlummert. Mithilfe ihrer Worte und einer einzigen Träne vollbringt sie ein riesiges Wunder …
39.	Der Rubin (The Ruby) 

Die Meerjungfrauen hecken einen Plan aus, die Karte, die zu einem unschätzbar wertvollen Schatz führt, in Peters Hände zu kriegen. Auf diese Weise wird er sich bestimmt in die Nähe ihrer Lagune begeben, wo sie ihn entführen wollen und letztendlich für sich behalten. Auch Hook bekommt diese Karte zu sehen und bricht mit seiner Crew auf, um diesen Schatz zu finden.
40.	Freitag, der dreizehnte (Friday the Thirteenth) 

Der an Landkrankheit leidende Pirat, Robert Mullins, ist in Panik, denn Freitag, der 13 soll bald kommen. Mit seiner festen Überzeugung behindert er die ganze Mannschaft und niemand ist fähig, an dem Tag normal zu funktionieren und seine Arbeit zu erledigen. Beide dieser Tatsachen, den Aberglauben von Mullins und den als Unglück geltenden festen Tag, nutzt Peter aus und ruft auf der Jolly Roger ein großes Unglück hervor.
41.	Unsterblicher Peter Pan (Immortal Pan) 

Die Piraten sind es Leid, dass Hook trotz seiner ständigen Niederlagen es doch jedes Mal erneut mit Peter aufnimmt und dann wieder scheitert. In der Hoffnung das zu ändern, verbünden sie sich mit Tink und hecken einen Plan aus, wie sie ihren Käpt’n davon überzeugen könnten, dass der junge Pan unsterblich und somit unbesiegbar sei. Was sie alle nicht annehmen können, ist, dass Peter da seine eigene Meinung hat ...
42.	Reise in die Zukunft (Lost Memories of Pirate Pan) 

In Niemalsland erscheint ein Neuankömmling. Es ist Jane, Wendys Tochter aus der Zukunft. Durch diese lange Reise, um das Mädchen überhaupt herzubringen, leidet Peter jedoch an Amnesie, erkennt seine Freunde nicht wieder und beschließt, Hook und seiner Piratencrew beizutreten. Tink erzählt den Darlingkindern von einem Ort, wo verlorene Erinnerungen aufbewahrt werden. Durch das Handeln von Peters Freunden und Janes Unterstützung, kommt der Junge schließlich wieder zur Vernunft und setzt sich für Wendy und die anderen ein. Jane ist froh, dass sie alle kennenlernen durfte und verlässt glücklich ihre neuen Freunde. Wendy freut sich auch, doch tief in sich bedauert sie diese Begegnung. „Ihre“ Tochter ist nämlich eine Hin Deutung darauf, dass sie nicht ewig ein Kind sein wird, sondern eines Tages Niemalsland verlassen und heranwachsen wird ...
43.	Doktor Livingstone und Häuptling Pan (Dr. Livingstone and Captain Hook) 

Auf dem Schiff findet ein Gefecht zwischen Hook und Peter statt. Die Piraten versuchen zu helfen, wobei es zu einem Unfall kommt und der Käpt’n von einer schweren Kugel am Kopf getroffen wird. Als er zu sich kommt, hat er auf einmal völlig neue Erinnerungen. Er erkennt die Leute, die ihn umgeben, nicht und sieht sich selbst auch nicht mehr als Kapitän, sondern als der begabte Forscher, Dr. Livingstone. Gleich am nächsten Morgen veranstaltet er eine Expedition mit seiner Mannschaft, die er nicht mehr als Piraten, sondern seine reisenden Gefährten sieht. Zum Entsetzen der Kinder, begeben sie sich viel zu nah an das unterirdische Haus. Peter und die anderen wissen, dass sie bei dem Spiel mitmachen müssen, denn nur so können sie die Piraten von der gefährdeten Stelle weglocken ...
44.	Wendy, die Meerjungfrau (Vanity, Thy name is Mermaid) 

Die Meerjungfrauen sind neidisch auf Wendy, weil Peter ihr die meiste Aufmerksamkeit widmet. Sie beschließen sie zu entführen und zu einer von ihnen zu machen, was jedoch einen Haken hat. Peter eilt unter Wasser, um Wendy zu retten und macht dabei Bekanntschaft mit Schrumpf-Flosse, einer Frau die ein wenig anders aussieht, als die anderen Wesen dort. Er lernt ihre Geschichte kennen und erfährt, wie es überhaupt dazu gekommen ist. Dank ihrer Hilfe schafft es Peter schließlich, die Fallen der neidischen Meerjungfrauen zu überwinden und Wendy wieder in einen Menschen zurück zu verwandeln. Am Ende beschließt ihre neue Freundin Schrumpf-Flosse, wieder in die Meerjungfrauenlagune zu ziehen, worüber die anderen Nixen alles andere als begeistert sind, jedoch keine Wahl haben, als dies zu akzeptieren.
45.	Das große Rennen (The Great Race) 

Die Zwillinge haben eine Maschine gebaut, mit der man sich schneller an Land bewegen soll, als wenn man in der Luft fliegt. Bei einem Testversuch kommt es jedoch zu einem Unfall und dadurch zu einem großen Streit und Konflikt zwischen den beiden. Direkt danach gehen alle ihre Erfindungen kaputt und einzeln ist keiner in der Lage, sie zu reparieren. Um sie endlich wieder miteinander zu versöhnen und das Chaos zu beenden, beschließen Peter und die anderen eine Herausforderung zu finden, der keiner widerstehen kann und ohne Zweifel ein neues Gerät bauen wird: das große Rennen.
46.	Etwas zum totlachen (Curly’s Laugh) 

Am Strand denken sich Peter und die anderen eigene Gutenachtgeschichten aus. Alle haben einen Riesenspaß, bis Curly zu weit geht und alles kaputt macht. Mit dem Bewusstsein, nicht witzig zu sein, fühlt sich der Junge alles andere als wohl. Er bittet Tink um Hilfe, ob sie das nicht mit einem Zauber ändern könnte. In derselben Zeit sucht Käpt’n Hook nach einem Komiker, der es schafft, das von ihm geschriebene Stück aufzuführen.
47.	Jahrmarkt des Schreckens (Mardi Gras) 

Bei einem Unfall rettet Hook Michael das Leben. Das beweist, dass die Piraten ein gutes Herz haben. Sofort schließen sie Frieden mit Peter und den Jungs und Hook schwört, den Kindern nie mehr etwas zu Leide zu tun. Um dies zu feiern, unternehmen alle einen Ausflug zum Vergnügungspark. Dort verläuft die Zeit ein wenig unfriedlicher, als alle erhofft hatten. Woran die Kinder nicht denken, ist, dass nur Hook den Schwur geleistet hat, mit seiner Mannschaft jedoch war es nicht der Fall.
48.	Die Niemalsarche (The Never Ark)

Mit dem Vulkan in Niemalsland geschieht für alle dortigen Bewohner etwas bisher unalltägliches und unerklärliches. Es muss etwas unternommen werden, damit niemandem etwas zustößt. Am schwierigsten haben es die Landtiere, die weder fliegen noch schwimmen können. Peter beschließt mit ihnen aufs weite Meer zu reisen. Auch Hook und die Piraten haben dabei ihre Pläne.
49.	Das Krokodil tickt nicht mehr richtig (The Croc and the Clock) 

Der Wechsel zwischen Tag und Nacht wird auf einmal viel zu heftig. Um dies wieder in Ordnung zu bringen, muss die einzige Uhr weit und breit repariert werden. Alle wissen, dass man dafür das Krokodil überlisten muss. Die Zwillinge haben eine Idee und mithilfe von Peter und Tink gelingt der ganze Plan und die Tageszeiten können in Ordnung gebracht werden. Peter ist voller Freude, dass er so ein Abenteuer haben durfte und dabei alles überstanden hat und vor allem, dass er als Besitzer der Uhr von nun an über die Tageszeiten herrschen kann. Anders ist es jedoch bei Hook, der, ohne gewarnt zu sein, wo sich das Krokodil aufhält, von nun an noch vorsichtiger sein muss. Doch mit diesem Gedanken ist er nicht allein …
50.	Piraten mit Fischköpfen (Three Wishes) 

In der Nacht erscheint eine Sternschnuppe am Himmel. Peter und Hook sehen diese und wollen nun jeder seine drei Wünsche äußern. Da der Stern aber nur drei Wünsche insgesamt und nicht für jeden einzeln erfüllen kann, bekommt jeder von ihnen nur einen und den dritten müssen sie sich teilen. Jeder versucht daher eine List, wie er gleich alles für sich bekommen könnte. Zuerst scheint dies auch wirklich zu funktionieren, aber doch nicht ganz so, wie Hook und Peter es erwartet hatten …
51.	Schätze im Jenseit (A Hole in the Wall) 

In einem Berg entdeckt Peter mit den Darlingkindern und den Zwillingen ein geheimnisvolles Loch, das sie in eine andere Welt führt. Hook und die Piraten folgen ihnen und lernen bald eine andere Seite von sich selber kennen …
52.	Der fliegende Korsar (Hook the faithful son)

Hook will nicht nur Land und See beherrschen, sondern ebenfalls die Lüfte. Seine Piraten entwerfen für ihn allerlei mögliche Flugmaschinen, von denen jedoch keine einwandfrei funktioniert. Man muss zu anderen Methoden greifen …
53.	Wendy und das Krokodil (Wendy and the Croc) 

Wendy möchte wissen, wie es ist eine Fee zu sein und zaubern zu können. Tinkerbell erlaubt ihr diese neue Erfahrung zu machen. Während die beiden dabei sind ein großes Experiment durchzuführen, werden sie vom Krokodil überrascht …
54.	Die verschwundene Pan-Flöte (Elementary my dear Pan) 

Peter verliert sein wertvolles Instrument und beschließt, sich sofort auf die Suche machen. Dabei ernennt er sich zu Sherlock Pan.
55.	Die Niemalsoper (Frau Brumhandel) 

Am Strand übt Michael fleißig Querflöte zu spielen. Die Melodie erweckt eine Wikingerin, die darauf aus dem Meer erscheint und alle anwesenden mit ihrem magischen Gesang verzaubert und unter ihre Kontrolle bekommt. Zu Peters Entsetzen freundet sie sich bald mit Hook an, auf den ihre magische Melodie keinen Einfluss zu haben scheint.
56.	Die Basis aller Dinge (Play Ball) 

Peter und die anderen spielen Baseball. Hook erfährt, dass der Sieger einen sehr wertvollen Preis erhält. Mit seinen Piraten treten sie als Mannschaft gegen Peter an. Sie benutzen allerlei Tricks um sich den Sieg und somit auch den Preis zu sichern …
57.	Reise zum Mond (Jules Verne Night) 

Auf der Insel werden zwei große Reisen geplant: Peter wünscht sich die Tiefen der Meere zu erforschen, während Hook sich auf dem Mond sein neues Zuhause errichten will. Um dies zu realisieren müssen entsprechende Maschinen gebaut werden.
58.	Ein Pirat im Bett (The Pirate, who came to dinner) 

Hook gelingt es, Peter ins unterirdische Haus zu folgen. Dieser schafft es, ihn zu überlisten und verursacht einen großen Unfall. Verwundet und paralysiert muss Hook im Bett bleiben und das in Peters Haus. Ohne seine Launen ertragen zu können, tun die Kinder alles, um diesen zufrieden zu stellen. Bald finden der Doktor und die Piraten heraus, wie es dem Käpt’n wirklich geht. Da Hook selber ziemlich früh von seinem Zustand erfahren konnte, dabei leider früher als Peter, plant er dem ewigen Kind seine von ihm selbst veränderte Lieblingsversion des Rotkäppchens zu erzählen und sogar persönlich vorzuführen …
59.	Das Ende vom Niemalsland (The Neverscroll) 

Ein besonderer Tag ist angerückt, an dem eine magische Schriftrolle, die Niemalsrolle, die die Karte Nimmerlands enthält, verändert werden kann und somit das Aussehen der Insel in Wirklichkeit. Peter macht sich auf den Weg, um die Schriftrolle zu besorgen. Das wichtigste ist, dass sie auf keinen Fall in falsche Hände gerät. Leider zieht darauf jemand sehr unverantwortliches mit der Karte los und begegnet einem der Piraten …
60.	Peter im Wunderland (Peter in Wonderland) 

Im unterirdischen Haus erzählt Wendy die Geschichte von Alice im Wunderland. Peter ist unzufrieden, weil er selber in ihr nicht vorkommt. Er wünscht sich dies zu ändern und findet ebenfalls, dass es noch aufregender wird, wenn man das alles auch gleich persönlich miterlebt. Dank Tinks Feenstaub kann er sich zusammen mit Wendy wie zuvor einmal (in Das Buch der lebenden Bilder) auf eine Reise in die im Buch präsentierte Welt begeben. Die dortigen Figuren werden von Leuten dargestellt, die sie selber kennen, darunter die Piraten und die verlorenen Jungs.
61.	Die Schrumpfpiraten (A day at the Fair) 

Der kleine Michael unternimmt mit Tinkerbell einen Ausflug auf den Jahrmarkt. Da dort jedoch nicht viel los ist, langweilt er sich und wünscht sich mehr aufregendes. Dies geht bald in Erfüllung, denn die Piraten befinden sich ebenfalls dort. Michael spielt ihnen ein paar Streiche und hat großen Spaß, bis er dabei erwischt wird …
62.	 Der geheimnisvolle Graf (Count de Chauvin) 

Peter und die verlorenen Jungs spielen eine von Wendys Geschichten: Die drei Musketiere. Die Eigenschaft, die dort insbesondere realisiert wird, ist das Fechten. Auch Wendy will antreten, was Peter jedoch ablehnt, da er meint, Mädchen eignen sich nicht zum Kämpfen. Unzufrieden macht sie ihn und die Jungs sofort auf die ersten unnötigen Fehler aufmerksam, nämlich, dass sie die Namen aller Musketiere völlig falsch behalten haben. Dies aber lässt Peter trotzdem kalt und er kehrt Wendy den Rücken. In derselben Zeit plant Hook ein großes Fest auf der Jolly Roger, wo alle Bewohner der Insel eingeladen sind. Verkleidet erscheint auch Peter mit den anderen und einem neuen Freund, der ein begabter Fechter ist und alle, sogar den jungen Pan, fertig macht.
63.	Die Siebenmeilenstiefel (Seven league Boots) 

Um ein Miniaturenpony zu retten, gibt ein Zwerg, ein Freund von Tinkerbell, den Piraten seine magischen Stiefel, die jeden, der sie trägt, mächtig und allwissend machen. Peter und Tink müssen die Schuhe zurückholen, sonst könnte Hook ihr Versteck entdecken und die Macht über ganz Niemalsland an sich reisen. Der einzige Weg, alle vor diesem Unheil zu bewahren, ist den grausamen Käpt’n zu überlisten …
64.	Unsichtbarer Tootles (Invisible Tootles) 

Im unterirdischen Haus wird Tootles von allen ausgeschlossen und nicht beachtet, so dass er sich bald als unsichtbar bezeichnet. Dabei weiß er nicht, dass es wichtig ist aufzupassen, was man sagt oder sich wünscht, weil nicht einmal etwas in Erfüllung gehen kann …
65.	Bootsmann Hook (The Letter) 

Auf die Jolly Roger kommt eine Flaschenpost, die einen geheimnisvollen Brief enthält. Die Piraten glauben, ihnen stände ein Besuch von Starkeys Mutter bevor, die besondere Erwartungen von Hook haben wird. Da der Kapitän allgemein eine große Schwäche für Mütter hat, willigt er ein und ist bereit alles zu tun, um die Frau zufrieden zu stellen. Selbst, wenn er dabei von der eigenen Mannschaft gedemütigt und herumkommandiert werden darf …